# Miep Koffrie
Maria Jacoba "Miep" Koffrie (25 april 1921 – 29 maart 2022) was een Nederlandse verzetsstrijder in de Tweede Wereldoorlog. Zij was actief binnen het Edese verzet.

## Levensloop
Koffrie groeide op in een gezin van zes kinderen in Ede. Haar vader was hoofd van de School met de Bijbel aan de Telefoonweg. In 1939 studeerde zij af aan het Christelijk Lyceum in Arnhem af, samen met onder andere de Wageningse verzetsstrijder Bob Mebius. In oktober 1944 werd zij gevraagd als koerierster te werken voor het Edese verzet. Op dat moment konden mannen tussen de 18 en 50 jaar zich nauwelijks meer op straat begeven, omdat zij een groot risico liepen opgepakt te worden voor tewerkstelling.
Koffrie was actief voor de Groep-De Vries die onder leiding stond van de onderwijzer Evert Jan van Spankeren. Zij bracht berichten rond tussen de verschillende verzetslieden- en groepen. In Wageningen werkte een grote groep mannen uit Rotterdam die tijdens een razzia waren opgepakt. Soms ontsnapten die en werden door Koffrie en andere koeriersters overgebracht naar de familie-Bart in Woudenberg, vanwaaruit ze meestal terugkeerden naar Rotterdam.
Op 10 april werd Koffrie door de SD'ers Ries Jansen en Abraham Kipp opgepakt in het ouderlijk huis van Henk Gaasbeek. Zij hadden de naam van Koffrie achterhaald uit verhoren van gepakte verzetsstrijders. Zij werd samen met de vader van Gaasbeek overgebracht naar de De Wormshoef in Lunteren. Op 15 april, kort voor de bevrijding van Lunteren, werd zij vrijgelaten. De bevrijding in Ede maakte zij vervolgens in bed mee, waar ze lag als gevolg van difterie.
Miep Koffrie overleed in 2022 op 100-jarige leeftijd.